# Farnworth
Farnworth es una localidad situada en el municipio metropolitano de Bolton, en el condado de Gran Mánchester, en Inglaterra (Reino Unido), a 3,7 kilómetros al sudeste de Bolton, 7 kilómetros del sudoeste de Bury y 12,1 del noroeste de Mánchester. Según el censo de 2016, tiene una población estimada de 27 685 habitantes. Históricamente pertenecía a Lancashire. 

## Historia

### Toponimia
El nombre de Farnworth proviene de las palabras del inglés antiguo fearn, helecho, y worth, un tipo de cercado. En 1278 se registró con el nombre de Farneworth, en 1279 como Farnwerth y en 1282 como Ffonword.

### Edad Media
En origen fue una aldea de Barton. En el siglo XIII estaba gobernada por los Señores de Barton y Mánchester. En 1320 Adam Lever, Richard Hulton y Richard Redford se ocuparon de controlar el feudo, hasta que pasó a manos de la familia Hulton de Over Hulton. En 1666 había 91 hogares en Farnworth que debían pagar impuestos. 
En 1789 se clausuraron los bienes comunales.

### Revolución Industrial
Durante los siglos XVIII y XIX la ciudad se expandió con rapidez en torno a la industria minera del carbón. Las minas de este mineral formaban un complejo sistema minero: los canales subterráneos de Worsley se extendían desde el Delph y las conectaban con el canal de Bridgewater. También se trabajaba la industria del hierro y de las fábricas de algodón.
El dueño de la empresa Farnworth Paper Mills, T. B. Crompton, patentó un proceso de secado continuo del papel que contribuyó a la automatización de la fabricación de este material.
A principios del siglo XIX se celebraron por primera vez las fiestas de Halshawar Moor, una especie de festival anual que se instalaba en los terrenos de Halshaw Moor, a las afueras de la ciudad. Simeon Dyson las describió como:
"Unas saturnales que se celebraron por primera vez en 1827 con hostigamiento de toros, de tejones, peleas de perros, de gallos, carreras casi desnudos, muecas con colleras. Se comían platos de gachas hirviendo sin leche con las manos, e incluso una repugnante exhibición que consistía en comer una libra de velas de sebo y quitar la mecha con los dientes mientras se hacían apuestas. En ocasiones había incluso orgías".

### Forma de gobierno
Está situada en los límites de Lancashire desde principios del siglo XII. Farnworth fue un municipio dentro de la parroquia eclesiástica de Deane. En 1837 se convirtió en parte de la Poor Law Union de Bolton, una forma de administración política. En 1863 se creó una junta local de salud en el municipio, un tipo de autoridad local, y en 1866 se convirtió en una parroquia civil independiente. En 1899, bajo la ley del Gobierno Local de 1894, se convirtió en un Distrito Urbano. En 1939 el distrito se convirtió en municipio. En 1974, bajo la Ley de Gobierno Local de 1972, dejó de ser un municipio y se convirtió en una comunidad dentro del distrito Metropolitano de Bolton, en el Gran Mánchester.
Farnworth tiene dos de los 20 distritos electorales del Consejo de Bolton, y lo corresponden tres consejeros por cada uno de ellos. Al principio los distritos eran Farnworth Norte y Farnworth Sur, pero en 1980 se cambiaron los nombres y los límites. Ahora el dsitrito electoral Farnworth pertenece al lado este, y la mitad occidental es del distrito Harper Green.
Con la Ley de Redistribución de Asientos de 1885, se estableció que el distrito electoral de Radcliffe y Farnworth tendría un parlamentario. En 1918 el distrito se abolió y Radcliffe y Farnworth tuvieron cada uno su propio distrito electoral. En 1983 el de Farnworth se abolió y empezó a formar parte del del Sudeste de Bolton.

### Geografía
Farnworth mide unos 3 kilómetros de este a oeste y un kilómetro y medio de norte a sur. En total tiene un área de 608 hectáreas. El terreno está inclinado hacia el río Croal, la frontera natural del noroeste. La colina Will Hill Brook es el límite del norte. Las rocas superficiales son yacimientos de carbón.
El distrito de Farnworth incluye Dixon Green y New Bury. La ciudad ha crecido a lo largo de la carretera de Manchester a Bolton (A-666), la de Worsley y Eccles (A-575) y la de Plodder Lane (B-6199), que pasa cerca del Hospital Royal Bolton.

## Instalaciones comunitarias
La Biblioteca Carnegie de Farnworth es una de las muchas fundadas en Auropa por el empresario y filántropo Andrew Carnegie. Se construyó en 1911 con ladrillo rojo, arenisca y un techo plano que rodea la cúpula central. En 1999 se catalogó como monumento clasificado de Grado II.
Farnworth Little Theatre es un grupo amateur de teatro que se fundó en 1948. Tiene la sede en Cross Street.
Hay dos centros de ocio: el Centro de Ocio de Farnworth, que tiene una piscina y etá en Brackeley Street, y el Centro de Ocio Comunitario Harper Green, en Harper Green Road.
Tiene varios parques. El más grande es Farnworth Park, en el centro de la ciudad. El Ayuntamiento de Bolton lo remodoledó como parte de su Estrategia para la Infancia. Cerca está el de Ellesmere. En Haper Green se encuentran los campos de juego de Doe Hey y el terreno de recreación de Bradford.
En 1990 cerró cerró la Enfermería Real de Bolton y abrió el Hospital Royal Bolton, que cuenta con un Departamento de Emergencias.
El Club Católico de San Gregorio se utilizó para grabar la comedia de televisión Phoenix Nights.

## Transportes
La ciudad está al norte de las salidas 3 y 4 de la autopista M-61. La atraviesan las carreteras A-666 (By-Pass de Farnworth y Kearsley), la A-575 (Egerton, Albert Road y Worsley Road), la A-5082 (Buckley Lane y Long Causeway), la A-6053 (Bolton Road, MArket Street y Mánchester Road) y la B-6199 (Plodder Lane).
Northern atiende las estaciones de tren de Farnworth y Moses Gate. Ofrecen servicios de Mánchester a Preston.

## Educación
Farnworth tiene nueve escuelas primarias y tres escuelas secundarias. El Colegio Harper Green alberga el Alan Ball Sports Hall y el Teatro Peter Kay. En 2006, Peter Kay filmó un video musical en este colegio con la banda escocesa Texas.

## Religión
La Diócesis Anglicana de Manchester tiene tres templos activos en Farnworth. El más antiguo es la iglesia parroquial de San Juan Evangelista, consagrada en 1826. Las otras dos son la iglesia Ecuménica de Santa Catarina, que comparten la Iglesia Católica y la Metodista, y la iglesia de San Jorge.
Hubo otras iglesias anglicanas que cerraron: la iglesia de San Jorge, que abrió en 1878 y cerró en 1996. Sin embargo, en 2008 reabrió. La iglesia de todos los santos, que funcionó entre 1909 y 2007. La iglesia de San Pedro, entre 1886 y 2007, que se demolió en 2012, y la iglesia de San Jaime, entre 1864 y 2013.
La Diócesis de Salford tiene solo una iglesia en Farnworth, la Iglesia de Nuestra Señora de Lourdes, en Plodder Lane. Había otra, la Iglesia de San Gregorio Magno en la calle Presto, pero cerró en 2004.
Otros lugares de culto cristiano son: la Asociación Cristiana de Farnworth, en Church Walk, la iglesia Metodista de la Trinidad, en Market Street, la iglesia Baptista de Farnworth, en Trafford Street, la iglesia Unida Reformada, en Albert Road, y el Cuerpo del Ejército de Salvación, en Brackley Street.
La mezquita Sughra, en Granville Street, es el único lugar de culto musulmán en Farnworth.

## Deportes
El Farnworth F.C. es un equipo de fútbol que tiene el campo en el Parque Darley. En invierno entrenan en el Colegio Harper Green.